# Solenopsis longiceps
Solenopsis longiceps es una especie de hormiga del género Solenopsis, subfamilia Myrmicinae.

## Distribución
Esta especie se encuentra en Túnez y los Estados Unidos.